# Chris Ware
Pour les articles homonymes, voir Ware.
Franklin Christenson Ware, connu sous le nom de Chris Ware, est un auteur de bande dessinée américain, né à Omaha dans le Nebraska le 28 décembre 1967 et vivant à Oak Park, dans l'Illinois. Il publie depuis 1993 l’Acme Novelty Library, série au format et à la périodicité irréguliers (20 numéros en 2012). Jimmy Corrigan, son œuvre principale (1995-2000), lui a valu de nombreux prix dans le monde anglophone (plusieurs Prix Ignatz, Harved et Eisner, ainsi qu'un American Book Award et le Guardian First Book Award). Pour le même album, le monde francophone lui décerne en 2003 le prix du meilleur album au festival d'Angoulême en même temps que le prix de la critique. En 2021, il reçoit le grand prix de la ville d'Angoulême.
Auteur encensé par la critique depuis le milieu des années 1990, Chris Ware a été récompensé de multiples fois aux États-Unis. Il a ainsi remporté 28 prix Harvey (dont ceux de la meilleure nouvelle série, de la meilleure série (deux fois), du meilleur auteur et du meilleur album), 22 prix Eisner (dont ceux du meilleur auteur, 3 fois, de la meilleure série et du meilleur album, deux fois) et six prix Ignatz. Il est connu pour le soin particulier qu'il apporte au contenant de ses ouvrages (il a ainsi reçu trente prix Harvey ou Eisner pour ses mises en pages, couleurs ou lettrages). Pour autant, une grande partie de son œuvre reste inédite en français.

## Biographie

### Famille
Chris Ware grandit dans une famille de journalistes et d'éditeurs de presse, entouré de dessins originaux voués à être publiés.
Son grand-père, avec qui il passe beaucoup de temps, se rêvait dessinateur avant de devenir journaliste et éditeur au Omaha World-Herald. Il s'occupe notamment des cartoons et comics du journal, faisant parmi les premiers à publier Peanuts, et travaillant avec beaucoup de grands dessinateurs. Sa grand-mère lui raconte des histoires de son enfance et des premières années de son mariage : « elle avait un réel talent pour la narration, un regard acéré pour les détails et un goût du vocabulaire expressif, un sens de la syntaxe chantant qui m'ont donné envie de devenir auteur. »
Ses parents se sont séparés peu après sa naissance ; sa mère entre alors au Omaha World-Herald.

### Formation
Chris Ware a reçu une éducation classique, et lit dans sa jeunesse des auteurs comme William Faulkner, Carson McCullers ou Ernest Hemingway, ainsi que de la philosophie.
À l'Université du Texas, Chris Ware étudie la peinture et les techniques d'impression, ainsi que le cinéma et la vidéo et construit des sculptures mécaniques. Il dessine un strip hebdomadaire voire quotidien dans le journal étudiant The Daily Texan (en). Il commence à y développer les personnages de Quimby the Mouse ou Jimmy Corrigan. En 1987, ce strip est repéré par Art Spiegelman, qui l'invitera à réaliser quatre pages dans RAW, le magazine qu'il dirigeait avec Françoise Mouly.
En 1991, il déménage à Chicago. Il étudie les techniques d'impression à l'Art Institute of Chicago, mais ne va pas au bout du cursus de Master of Fine Arts.

### Carrière
Dans les années 1990, Chris Ware publie diverses histoires dans des hebdomadaires de Chicago (New City et The Chicago Reader) alors qu'il est encore étudiant. Il y commence sa série Jimmy Corrigan, the Smartest Kid on Earth.
De 1994 jusqu'au début des années 2000, il a sa collection Acme Novelty Library chez l'éditeur Fantagraphics Books. Il y publie quinze numéros. Ces publications lui permettent de gagner de nombreux prix Harvey, Eisner ou Ignatz, pour son lettrage ou ses couleurs.
En 2000 paraît chez Pantheon Books Jimmy Corrigan, the Smartest Kid on Earth, une série commencée dans des hebdomadaires de Chicago. Jimmy Corrigan reçoit un accueil critique enthousiaste aux États-Unis ainsi qu'à travers le monde, et remporte de nombreuses récompenses : il est le seul ouvrage à avoir reçu à Angoulême les prix Alph'Art du meilleur album en même temps que le Prix de la critique en 2003 ; c'est également la seule bande dessinée à avoir remporté le Guardian First Book Award en 2001. L'album est également un succès public, avec plus de 100 000 exemplaires vendus.
Fin 2005, Ware publie le 16e numéro de l'Acme Novelty Library, dans un format auto-édité.
En 2008, Chris Ware travaille sur un projet de dessin animé pour la chaine HBO, avec l'appui de l'acteur Jack Black. Acme Network devait être une émission de courts métrages, d'une durée de quelques secondes à cinq minutes, tous organisés autour d'une seule histoire. Le projet est abandonné en 2008.
En 2012 paraît Building Stories sous forme d'un coffret en carton contenant 14 formats illustrés différents. Le livre reçoit de nombreuses récompenses : meilleur livre de 2012 pour Publishers Weekly ; parmi les 10 meilleurs livres de 2012 pour The New York Times et Time Magazine ; quatre Prix Eisner en 2013 (meilleur roman graphique, meilleur auteur, meilleur lettrage, meilleure maquette) ; prix spécial du jury du festival d'Angoulême en 2015.
Paru en 2020 en France, Rusty Brown (traduit par Anne Capuron, éditions Delcourt) figure dans la sélection pour le fauve d'or au Festival d'Angoulême 2021.

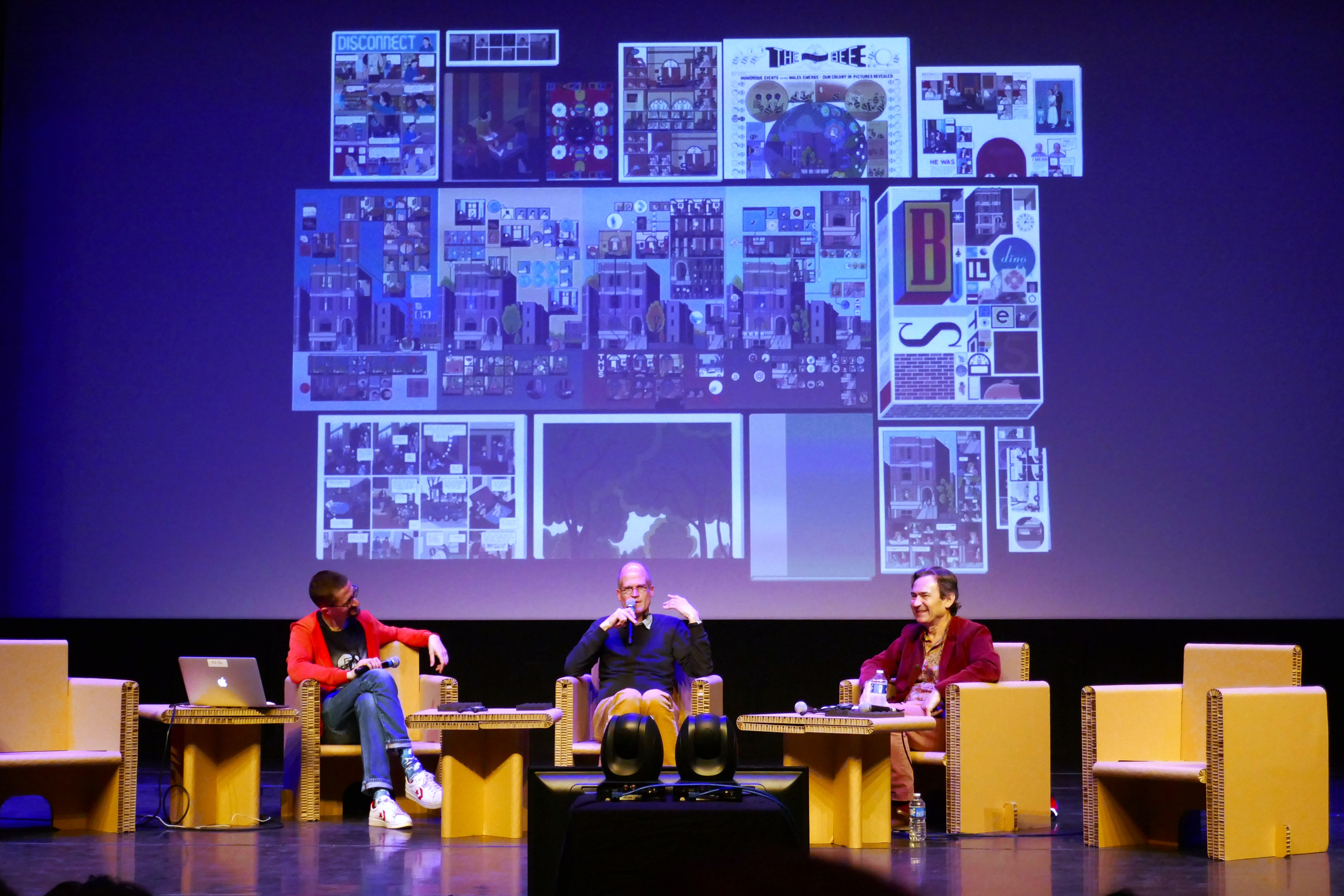
Chris Ware aux côtés de Julien "June" Misserey et Benoît Peeters dans l'amphithéâtre de l'Espace Franquin, FIBD, le 19 mars 2022.

En 2021, il reçoit le grand prix de la Ville d'Angoulême pour l'ensemble de sa carrière,

## Œuvre

### Un travail de longue haleine
Chris Ware est principalement l'auteur d'une série d'ouvrages aux thèmes récurrents mais aux formats changeants, série qui reçoit le titre générique de Acme Novelty Library. Ce titre peut se traduire littéralement par « la bibliothèque de nouveautés d'Acme », ce nom d'Acme étant souvent un nom passe-partout désignant une entreprise ordinaire. Toutefois, le terme anglais acme peut désigner également le summum, le point culminant, de même que novelty peut revêtir un sens de superficialité autant que de nouveauté. Le sens de ce titre n'est donc ni très clair, ni explicitement lié à son contenu narratif.
Les différents livres ne suivent pas une stratégie narrative linéaire, et peuvent se lire indépendamment les uns des autres, même si de nombreux liens narratifs les associent de façon plus ou moins serrée. Ainsi, la vie du personnage Jimmy Corrigan est décrite par étapes entre 1995 et 2000 dans différents tomes de l'Acme Novelty Library avant d'être réunie en un seul ouvrage.

### Une œuvre originale
Les Acme Novelty Library Books étonnent par leur perfection formelle comme par leur variété : chaque recueil reçoit une pagination et un format différents. Le trait de Chris Ware est aussi soigné que la conception graphique et typographique de ses ouvrages, qui est fortement influencée par le graphisme de la fin du XIXe siècle. La signature de l'auteur y est difficile à trouver.
Les livres de Chris Ware apparaissent comme des objets étranges et fascinants. Ses histoires dressent souvent un portrait pathétique (au sens triste comme au sens américain de lamentable) de l'être humain, qui vieillit sans comprendre grand-chose à sa propre vie, comme c'est le cas de Jimmy Corrigan. Le thème de la mémoire et celui de la filiation sont récurrents à travers son œuvre, qui fait s'entrecroiser différentes sagas familiales et voit plusieurs générations se succéder sans toutefois se comprendre (personnages de Jimmy Corrigan, Rusty Brown, Jordan Lint...) L'humour caustique de Chris Ware transparaît toutefois très régulièrement, ce qui contribue à éviter le risque du misérabilisme : de nombreux textes explicatifs, préfaces, postfaces, fausses inclusions de publicités, etc. soulignent le second degré de l'ensemble, et en relativisent la portée.
Son dessin emprunte sa clarté à la ligne claire, poussant parfois la géométrie jusqu'à l'abstraction. Il compose ses pages comme des tableaux aux multiples chemins de lecture, inventant des astuces graphiques pour ne jamais perdre le lecteur. Ses pages peuvent ainsi contenir plusieurs dizaines de cases, parfois minuscules.
Dans l'immense soin qu'il apporte à l'ensemble du processus de fabrication de ses ouvrages (traductions comprises), Chris Ware ne laisse rien au hasard. Son intervention est perceptible dans les moindres détails, jusqu'à la mise en forme et aux commentaires qui accompagnent les mentions légales, voire les références ISBN et les codes-barres des livres. Ce souci du détail, souvent doublé d'une relation malicieuse à ses lecteurs, le pousse parfois à utiliser de minuscules cases et une typographie si menue qu'une loupe peut devenir nécessaire à la lecture.

### Influences
Dans une conférence donnée au 36e Festival international de la bande dessinée d'Angoulême, Chris Ware dit s'inspirer majoritairement des comics américains d'avant les années 1950, et il explique cette préférence de la manière suivante : « on peut dire qu'à partir des années 1950, la BD s'est calcifiée, les cases ont commencé à être imaginées à l'imitation du cinéma. » Une grande partie de la production de BD d'après les années 1950 se serait donc cantonnée à imiter les cadrages et modes de narration du cinéma, tombant même parfois dans le piège du « roman-photo ».
Ce que propose Chris Ware peut donc être compris comme s'affranchissant des stéréotypes de la BD conventionnelle. Tout en puisant ses sources dans des styles plus anciens, il produit un travail qui sort du cadre le plus strict de la bande dessinée pour donner quelque chose d'atypique, un système narratif d'un genre nouveau.
Il cite également comme influence majeure le travail de Charles Schulz sur Peanuts : « Il m’a fallu une vingtaine d’années pour comprendre que la raison pour laquelle j’étais si proche de [Charlie Brown], c’était parce que Charles Schulz avait mis tout son être dans ce personnage. Cette incroyable empathie a ouvert la voie à toute la bande dessinée moderne et a redéfini l’écriture des personnages de fiction. » Yasujirō Ozu est son cinéaste préféré, et Voyage à Tokyo son film favori : « ce qui me chamboule le plus, c’est sa façon de saisir la vie en train de s’écouler. Cette fugacité des choses qui transperce tout. »
Chris Ware est également un grand amateur et connaisseur de ragtime, mouvement musical très influent de la fin du XIXe au début du XXe siècle. De nombreux choix esthétiques et typographiques dans ses ouvrages sont typiques de cette période. Il a publié à partir de 1998 The Ragtime Ephemeralist (en), une revue consacrée à cette époque.

## Publications

### Bande dessinée

#### Périodiques etcomic books
- Floyd Farland, Citizen of the Future, 50 pages, Eclipse, 1987.
- «Waking Up Blind» dans RAW Vol. 2, No. 2, 4 pages, Penguin, 1990.
- «Clyde the Rat / Quimby the Mouse» dans Snake Eyes #1, 2 pages, Fantagraphics, 1990.
- «Thrilling Adventure Stories» dans RAW Vol. 2, No. 3, 6 pages, Penguin, 1991.
- «Quimby the Mouse» dans Pictopia #3, 3 pages, Fantagraphics, 1992.
- «Jimmy Corrigan, the Smartest Kid On Earth» dans Blab! #7, 13 pages, Kitchen Sink Press, 1992.
- «Quimby Mouse» dans Snake Eyes #3, 4 pages, Fantagraphics, 1993.
- «Ann Stark's Warning» dans Duplex Planet Illustrated #2, 2 pages, Fantagraphics, 1993.
- Acme Novelty Library :

1. Jimmy Corrigan, 36 pages, Fantagraphics, 1993.
2. Quimby the Mouse, 28 pages, Fantagraphics, 1994.
3. Potato Guy, 44 pages, Fantagraphics, 1994.
4. Sparky', 24 pages, Fantagraphics, 1994.
5. Jimmy Corrigan, 36 pages, Fantagraphics, 1995.
6. Jimmy Corrigan, 36 pages, Fantagraphics, 1995.
7. Divers (Big Tex, Rocket Sam), 36 pages, Fantagraphics, 1996.
8. Jimmy Corrigan, 36 pages, Fantagraphics, 1997.
9. Jimmy Corrigan, 36 pages, Fantagraphics, 1998.
10. Jimmy Corrigan, 44 pages, Fantagraphics, 1998.
11. Jimmy Corrigan, 36 pages, Fantagraphics, 1998.
12. Jimmy Corrigan, 36 pages, Fantagraphics, 1999.
13. Jimmy Corrigan, 84 pages, Fantagraphics, 1999.
14. Jimmy Corrigan, 88 pages, Fantagraphics, 2000.
15. Divers (Rocket Sam, Quimby the Mouse, Tales from the Future), 32 pages, Fantagraphics, 2001.
16. Rusty Brown et Building Stories, 64 pages, Chris Ware, distribué par Fantagraphics, 2005.  (ISBN 978-1-56097-513-7)
17. Rusty Brown et Branford, the Best Bee in the World, 64 pages, Chris Ware, distribué par Drawn and Quarterly, 2006.  (ISBN 978-1-897299-02-9)
18. Building Stories, 56 pages, Chris Ware, distribué par Drawn and Quarterly, 2007.  (ISBN 978-1-897299-17-3)
19. Rusty Brown, 78 pages, Chris Ware, distribué par Drawn and Quarterly, 2008.  (ISBN 978-1-897299-56-2)
20. Jordan Lint, 72 pages, Chris Ware, distribué par Drawn and Quarterly, 2010.  (ISBN 978-1-77046-020-1)

Un numéro 18½ a été publié en 2007. Il reprenait la couverture du New Yorker du 26 novembre 2006 et divers dessin dans un format portfolio.
- Participation aux tomes 5 (2004) et 7 (2008) de Kramers Ergot

#### Recueils américains
- (en) Jimmy Corrigan : The Smartest Kid on Earth, New York, Pantheon Books, 2000, 380 p. (ISBN 0-375-71454-5).
- (en) Quimby the Mouse, Fantagraphics Books, 2003, 67 p. (ISBN 1-56097-485-0).
- (en) The Acme Novelty Library Annual Report to Shareholders, Pantheon Books, 2005, 108 p. (ISBN 0-375-42295-1).
- (en) Building Stories, Pantheon Books, 2012, 260 p., 14 livrets et opuscules de tailles diverses réunies dans un coffret (ISBN 978-0-375-42433-5).
- (en) Rusty Brown (en), Pantheon Books, 2019, 356 p. (ISBN 978-0-375-42432-8).

#### Recueils en français
- Jimmy Corrigan : the smartest kid on earth... (trad. de l'anglais par Anne Capuron), Paris, Delcourt, 2002, 380 p. (ISBN 2-84055-805-X).
- Quimby the Mouse, Paris, L'Association, 2005, 68 p. (ISBN 2-84414-145-5).
- ACME (trad. Anne Capuron), Delcourt, 2007, 108 p. (ISBN 978-2-7560-0636-9 et 2-7560-0636-X).
- Building Stories (trad. de l'anglais par Anne Capuron), Paris, Delcourt, 2014, 260 p., coffret contenant 14 livrets de formats variés (ISBN 978-2-7560-3597-0)[14].
- Rusty Brown (trad. de l'anglais par Anne Capuron), Paris, Delcourt, 2020, 356 p. (ISBN 978-2-413-02260-2)

### Carnets de croquis
- Acme Novelty Datebook : Volume One 1986-1995, 208 pages, Drawn and Quarterly, 2003.  (ISBN 1-896597-66-1)
- Acme Novelty Datebook : Volume Two 1995-2002, 208 pages, Drawn and Quarterly, 2007.  (ISBN 9781897299180)
- Acme Novelty Datebook : Volume Three 2002-2023, 208 pages, Drawn and Quarterly, 2024.  (ISBN 9781770467347)

### The Ragtime Ephemeralist
- The Ragtime Ephemeralist #1, 112 pages, Chris Ware (1998)
- The Ragtime Ephemeralist #2, 208 pages, Chris Ware (1999)
- The Ragtime Ephemeralist #3, 256 pages, Chris Ware (2002)

## Récompenses
- 1995 : Prix Eisner de la meilleure maquette pour Acme Novelty Library
  - Prix Harvey de la meilleure nouvelle série et pour l'excellence dans la production ou la présentation
- 1996 : Prix Eisner de la meilleure colorisation, de la meilleure série, de la meilleure maquette pour The Acme Novelty Library
  - Prix Harvey du meilleur lettreur, du meilleur coloriste, pour l'excellence dans la production ou la présentation
- 1997 : Prix Eisner de la meilleure maquette pour The Acme Novelty Library no 7
  - Prix Harvey du meilleur numéro, du meilleur coloriste, pour l'excellence dans la production ou la présentation pour Acme Novelty Library no 7
  - Prix Ignatz de la meilleure série pour Acme Novelty Library
- 1998 : Prix Eisner de la meilleure colorisation pour The Acme Novelty Library ; du meilleur produit dérivé pour le présentoir The Acme Novelty Library
  - Prix Harvey du meilleur coloriste, pour l'excellence dans la production ou la présentation
  - Prix Ignatz de la meilleure série pour Acme Novelty Library, du meilleur comic book pour Acme Novelty Library no 9
- 1999 : Prix Harvey pour l'excellence dans la production ou la présentation
  - Prix Ignatz du meilleur comic book
- 2000 : Prix Eisner de la meilleure série, du meilleur album pour The Acme Novelty Library no 13
  - Prix Harvey de la meilleure série, du meilleur lettreur, du meilleur coloriste, de la meilleure couverture, du meilleur numéro, pour l'excellence dans la production ou la présentation pour Acme Novelty Library no 13
  - Prix du comic book de la National Cartoonists Society
  - Prix Ignatz de la meilleure histoire pour Jimmy Corrigan, du meilleur comic book pour Acme Novelty Libary no 13
- 2001 : American Book Award pour Jimmy Corrigan
  -  Guardian First Book Award pour Jimmy Corrigan
  - Prix Eisner du meilleure recueil et de la meilleure maquette pour Jimmy Corrigan ; de la meilleure colorisation pour The Acme Novelty Library no 14
  - Prix Harvey du meilleur album reprenant des travaux auparavant publiés, de la meilleure série, pour l'excellence dans la production ou la présentation pour Jimmy Corrigan
- 2002 : Prix Eisner de la meilleure maquette pour Acme Novelty Library no 15
  - Prix Harvey du meilleur lettreur, du meilleur coloriste
- 2003 :  Alph'Art du meilleur album pour Jimmy Corrigan
  -  Prix de la critique de l'ACBD pour Jimmy Corrigan
  - Prix Harvey pour l'excellence dans la production ou la présentation pour son travail sur l'édition Fantagraphics de Krazy Kat
  -  Prix Adamson du meilleur auteur international pour l'ensemble de son œuvre
- 2004 : Prix Harvey du meilleur coloriste et pour l'excellence dans la production ou la présentation pour Acme Novelty Datebook
- 2005 : Prix Harvey de la meilleure anthologie pour McSweeney's no 13
- 2006 : Prix Eisner de la meilleure colorisation pour The Acme Novelty Library no 16 ; de la meilleure maquette pour Acme Novelty Library Annual Report to Shareholders ; du meilleur auteur réaliste pour The Acme Novelty Library
  - Prix Harvey du meilleur auteur et du meilleur lettreur pour Acme Novelty Libray no 16
- 2009 : 
  - Prix Eisner du meilleur auteur et du meilleur lettrage pour The Acme Novelty Library no 19
  - Prix Ignatz du meilleur roman graphique pour The Acme Novelty Library no 19
- 2011 :  Prix Sproing de la meilleure bande dessinée étrangère pour Jimmy Corrigan
- 2013 : Prix Eisner du meilleur album, du meilleur auteur, du meilleur lettrage et de la meilleure maquette pour Building Stories
  - Prix Harvey de l'excellence dans la présentation et la production pour Building Stories
  - Prix de la National Cartoonists Society du roman graphique pour Building Stories
  - Prix Ignatz du meilleur roman graphique pour Building Stories
  -  Prix Peng ! de la meilleure bande dessinée nord-américaine pour Jimmy Corrigan
- 2015 :  Prix spécial du jury du festival d'Angoulême pour Building Stories
- 2018 :  Prix Micheluzzi de la meilleure édition d'un classique pour Quimby the Mouse
- 2019 : prix Inkpot du Comic-Con de San Diego pour l'ensemble de sa carrière[15]
- 2021 : Grand Prix de la ville d'Angoulême, pour l'ensemble de son œuvre[11],[12]

### Documentation
Monographies et articles
- (en) Gene Kannenberg, Jr., « The Comics of Chris Ware », dans Robin Varnum et Christina T. Gibbons (dir.), The Language of Comics: Word and Image, Jackson, University Press of Mississippi, 2001, p. 174-197.
- (en) Daniel Raeburn, Chris Ware, New Haven, Yale University Press, 2005.
- (en) Daniel Raeburn, The Imp : Chris Ware, the smartest cartoonist on earth, Éditions Humeurs, 2005.
- Jacques Samson et Benoît Peeters, Chris Ware, la bande dessinée réinventée, Les Impressions nouvelles, 2023, 192 p..
- (en) David M. Ball (dir.) et Martha B. Kuhlman (dir.), The Comics of Chris Ware : Drawing Is a Way of Thinking, Jackson, University Press of Mississippi, 2010.

Interviews
- (en) Chris Ware (int. par Todd Hignite), « Chris Ware », dans Todd Hignite (dir.), In the Studio : Visits with Contemporary Cartoonists, New Haven, Yale University Press, 2006, p. 228-259.
- (en) Chris Ware (int. par Jeet Heer), « Chris Ware, The Art of Comics No. 2 », The Paris Review, no 210,‎ automne 2014 (lire en ligne).
- (en) Sam Thielman, « Chris Ware: 'Does the world really need another tome about an artist?' », The Guardian,‎ 12 octobre 2017 (lire en ligne)
- Chris Ware (int. par Marius Chapuis), « Chris Ware : «Tout est question d’accidents» », Libération,‎ 13 avril 2018 (lire en ligne)